# محوطه گورستان جن تپه ۲
محوطه قبرستان جن تپه ۲ مربوط به دوران‌های تاریخی پس از اسلام است و در شهرستان بوئین‌زهرا، بخش اّوج، در روستای حصار واقع شده و این اثر در تاریخ ۲۵ اسفند ۱۳۸۰ با شمارهٔ ثبت ۵۵۲۵ به‌عنوان یکی از آثار ملی ایران به ثبت رسیده است.